# Klaus-Peter Hildenbrand
Klaus-Peter Hildenbrand (* 11. September 1952 in Dörrebach) ist ein ehemaliger deutscher Langstreckenläufer. 
1974 wurde er bei den Leichtathletik-Europameisterschaften in Rom Achter über 5000 Meter. Im Jahr darauf wurde er bei den Crosslauf-Weltmeisterschaften in Rabat ebenfalls Achter.
Sein größter Erfolg ist die Bronzemedaille im 5000-Meter-Lauf bei den Olympischen Spielen 1976 in Montreal. Über dieselbe Distanz stellte er 1976 mit 13:13,69 min einen deutschen Rekord auf und wurde zweimal Deutscher Meister (1975 und 1976). Außerdem wurde er 1976 auch Deutscher Meister im 10.000-Meter-Lauf.
Für das Erringen der Bronzemedaille erhielt er das Silberne Lorbeerblatt.
1979 gewann er als Lokalmatador den Darmstädter Stadtlauf sowie den Silvesterlauf Bozen.
Klaus-Peter Hildenbrand ist 1,81 m groß und wog zu Wettkampfzeiten 70 kg. Er startete zunächst für die LG Andernach-Neuwied und ab 1976 für den ASC Darmstadt.

## Bestzeiten
- 1500 m: 3:41,43 min, 10. August 1976, Stockholm
- 3000 m: 7:47,8 min, 1. Mai 1976, Bonn
- 5000 m: 13:13,69 min, 5. Juli 1976, Stockholm
- 10.000 m: 28:20,8 min, 24. Mai 1980, Göttingen